# Amfetamin
Amfetamin er et centralstimulerende stof tilhørende phenethylamingruppen som medfører øget årvågenhed og fokus samt nedsat appetit. Amfetamin er et hyppigt anvendt misbrugsstof og bliver i denne sammenhæng ofte kaldt speed. Stoffet anvendes dog også som lægemiddel til behandling af ADHD og narkolepsi. Amfetamin blev syntetiseret for første gang i 1887 af den rumænske kemiker L. Edeleanu, som kaldte det fenylisopropylamin.
Når der i artiklen skrives amfetamin, menes der dl-amfetamin (blanding af dextro- og levo-amfetamin).

## Historie
Stoffet blev først syntetiseret af Lazăr Edeleanu  ved Berlins universitet i 1887, men stoffets centralstimulerende effekt blev først opdaget af Gordon Alles i 1929. Rettighederne til stoffet blev solgt til lægemiddelfirmaet Smith, Kline and French, som begyndte at markedsføre det som den første antidepressive medicin i 1938. Samme år markedsførte det Berlin-baserede firma Temmler det under navnet Pervitin, mens firmaet Knoll markedsførte det som Isophan.  Militærlegen Otto Ranke, der blev professor ved universitetet i Erlangen efter krigen,  blev opmærksom på stoffet efter at have læst en artikel i Klinische Wochenschrift (= Klinisk ugeskrift) om, hvordan effekten af amfetamin svarer til reaktionen på kroppens eget adrenalin. I september 1939 testede Ranke Pervitin på 90 studenter og fandt, at søvnbehovet aftog samtidig med, at forsøgspersonerne tålte sult, tørst og smerte bedre. Han konkluderede, at stoffet kunne hjælpe Wehrmacht med at vinde krigen. De første i Wehrmacht, der fik uddelt Pervitin, var chaufførerne under invasionen af Polen. Særlig under felttogene mod Polen og Frankrig benyttede Wehrmacht sig af amfetamin. Mellem april og juni 1940 fik soldaterne uddelt over 35 millioner 3mg-doser af Pervitin og Isophan. Emballagen var mærket "Stimulant", og anbefalede en dosis på 1-2 tabletter "efter behov for at opretholde vågen tilstand". Heinrich Böll, der fik Nobelprisen i litteratur for 1972, deltog i felttoget i Polen og skrev 9.november 1939 til familien hjemme i Köln: "Det er hårdt herude, og jeg håber I forstår, at jeg snart kommer til at skrive til jer kun hver anden eller hver fjerde dag. I dag skriver jeg mest for at bede om noget Pervitin.Kærlig hilsen Hein." 20.maj 1940 skrev han: "Måske I kan skaffe mig noget mere Pervitin som jeg kan have som ekstraforsyning?" Tyske civile kunne købe Pervitin uden recept. Også Hitler brugte amfetamin,  muligvis som et led i behandling af Parkinsons sygdom. 
Sundhedsminister i Nazi-Tyskland Leonard Conti  som hængte sig i sin celle i Nürnberg i oktober 1945, var betænkelig over udviklingen og fik under henvisning til Opium-loven registreret Pervitin som "lægemiddel under restriktioner", gældende fra 1.juli 1941. Alligevel blev ti millioner tabletter sendt til hæren samme år. 18.juni 1942 udsendte man Vejledning for at opdage og modvirke udmattelse, indeholdende følgende råd: "Øjeblikkeligt indtag af to tabletter eliminerer behovet for søvn i tre-otte timer, og to doser a to tabletter virker normalt i 24 timer." 

## Farmakologi

### Neurofarmakologi
Amfetamin frigiver store mængder noradrenalin og dopamin i nervevæv ved at omdanne stoftransportørene til åbne kanaler. Amfetamin frigiver også serotonin fra synaptiske vesikler. Ydermere hæmmer amfetamin genoptagelse af noradrenalin og dopamin, som derved får lov til at eksistere i de synaptiske mellemrum i højere koncentration. Dette øger hastigheden og kraften, hvorved nervesignaler afsendes.
En gennemgang af over tre millioner sygehusindlæggelser i Texas i årene 2000-2003 konkluderede med en forhøjet risiko for hjerteinfarkt på 61% blandt amfetamin-misbrugere i aldersgruppen 16-41 år, sammenlignet med normalbefolkningen i samme alder. 

### Bivirkninger
Der er for få eller ingen kildehenvisninger i dette afsnit, hvilket er et problem. Du kan hjælpe ved at angive troværdige kilder til de påstande, som fremføres.

#### Fysisk

##### Kortsigtede effekter
- Sænket appetit
- Øget sexlyst
- Øget fysisk styrke
- Kraftigt øget fysisk energi
- Hyperaktivitet
- Forhøjelse af kropstemperatur
- Øget og irregulær puls
- Hovedpine
- Store pupiller
- Søvnløshed
- Ømme kæbemuskler
- "Komme ovenpå"
- Ondt i munden/tungen

##### Langsigtede effekter
- Rystelser
- Ændrede sovevaner
- Svækket immunsystem
- Impotens
- Hjerteproblemer
- Faldende nyre/lungefunktion
- Vægttab

#### Psykisk

##### Kortsigtede effekter
- Eufori
- Øget opmærksomhed
- Hurtig tale
- Øget sociale kompetencer
- Øget selvtillid
- Tab af REM søvn
- Kraftigt øget aggressivitet
- Nervøsitet
- Depression
- Selvmordstanker
- Paranoia
- Stress-Symptomer

##### Langsigtede effekter
- Forfølgelsesvanvid, psykisk abnormtilstand præget af vrangforestillinger om at være forfulgt.
- Søvnløshed
- Akut psykose, eller i sjældne tilfælde, skizofreni
- Kraftigt øget aggressivitet
- Afhængighed og abstinenser
- Irritabilitet
- Kropsligt ubehag, når stoffet ikke indtages

## Anvendelse

### Medicinsk regi
Amfetamin bruges medicinsk til at behandle lidelser som narkolepsi og ADHD samt til at undertrykke appetitten og derved kontrollere vægt. Det er også blevet anvendt inden for militæret for dets opkvikkende effekter, bl.a. af piloter. I det amerikanske flyvevåben brugtes dexamfetamin tidligere som "go-pille", men kun modafinil er i dag tilladt til sådant brug. Under anden verdenskrig blev amfetamin hyppigt brugt af soldater; det var en almen del af feltrationen til fronttropper.

### Misbrug
Amfetamin anvendes også ulovligt som stimulant, ofte under navnet speed, som opkvikkende stof under fester samt til at holde misbrugeren mentalt og kropsligt i virksomhed. Derfor er det blandt andet blevet anvendt af lastbilchauffører og studerende.

## Lovlighed

### Danmark
Amfetamin er omfattet af liste B i bekendtgørelse om euforiserende stoffer og er derfor kun godkendt til medicinsk og videnskabelig brug, anden brug er ulovlig. Lægemidler med amfetamin i form af dexamfetamin og lisdexamfetamin kan fås på recept og er godkendt af Lægemiddelstyrelsen til behandling af ADHD.

## Relaterede stoffer
- Metamfetamin
- Efedrin
- Methylphenidat (Ritalin)